# Bassin du lac Ladoga

Bassin de la Neva.

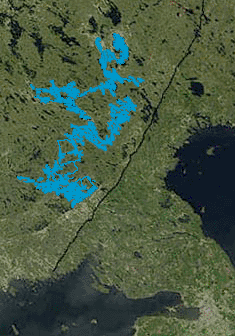
Image satellite partiellement colorisée du sud de la Carélie avec le Saimaa (en bleu clair), le lac Ladoga (à droite), le golfe de Finlande (en bas) et une partie de la frontière entre la Finlande et la Russie (en noir).

Le bassin de drainage du lac Ladoga, centré sur le lac Ladoga, un bassin versant de 258 000 km2 forme l'essentiel du bassin de la Neva, lui-même sous-bassin du bassin de la mer Baltique. Le bassin du lac Ladoga comprend quatre sous-bassins :  
- le sous-bassin propre du lac Ladoga de 28 400 km2 ;
- le bassin Onega-Svir de 83 200 km2 ;
- le bassin Llmen-Volkhov de 80 200 km2 ;
- le bassin Saimaa-Vuoksi de 66 700 km2, partiellement en Finlande.

Le bassin draine annuellement vers le lac Ladoga 71,13 km3 d'eau.
Le bassin de la Neva est bordé au Sud-Est par le bassin aralo-caspien et au Nord par le bassin de la mer de Barents (mer Blanche).